# 沙坡頭区
沙坡頭区（さはとう-く）は中華人民共和国寧夏回族自治区中衛市に位置する市轄区。

## 地理
区はトングリ砂漠の辺縁部にあり、黄河は区内を流れる。黄河の沿岸にある沙坡頭 (zh:中卫市沙坡头旅游景区) は砂丘の地形で、その中にオアシスもあり、鳴沙山は「中国四大鳴沙山」の1つである。2007年に中国の5A級観光地に認定された。

## 行政区画
- 鎮:浜河鎮、文昌鎮、東園鎮、柔遠鎮、鎮羅鎮、宣和鎮、永康鎮、常楽鎮、迎水橋鎮、興仁鎮
- 郷:香山郷